# شيل سونين
شيل باتريك سونين (/ˈtʃeɪl ˈsʌnən/؛ مواليد 3 أبريل 1977) هو مروج مصارعة إخضاع أمريكي، ومحلل فنون قتالية مختلطة، ومُقاتل فنون قتالية مختلطة مُعتزل. بداية مسيرته في الفنون القتالية المختلطة كانت في عام 1997، نافس سونين في يو إف سي، حيث أصبح المنافس الأول في كل من فئات وزن خفيف الثفيل والوزن المتوسط وتحدى أبطال وزن خفيف الثقيل والوزن المتوسط. نافس سونين أيضًا في وورلد إكستريم كايج فايتينج وبانكريس ومؤخرًا مع بيلاتور. غالبًا ما يُعتبر سونين أحد أفضل مقاتلي القتال المختلط الذين لم يفزوا أبدًا بلقب بطولة في يو إف سي. في عام 2014، بدأ سونين العمل كمحلل فنون قتالية مختلطة لـ إي إس بي إن وبعد ذلك بعامين، في يوليو 2016، أسس الإخضاع تحت الأرض (SUG)، وهي منظمة مصارعة التماسك بالأيدي به. يُنظر إليه على نطاق واسع على أنه أحد أعظم من تحدثوا بالـ تراش توك في تاريخ فنون القتال المختلطة.

## مسيرته في فنون القتال المختلطة

### بيلاتور
في 15 سبتمبر 2016، أفيد أن سونين قد وقع عقدًا متعدد القتال مع بيلاتور.

#### العودة إلى وزن خفيف الثقيل والاعتزال للمرة الثانية
في 4 أبريل 2019، أُعلن أن سونين سيواجه ليوتو ماتشيدا في 14 يونيو 2019، في حدث بيلاتور 222 في عودة بيلاتور إلى ماديسون سكوير جاردن. خسر النزال بالضربة الفنية القاضية في الجولة الثانية. أعلن سونين اعتزاله فنون القتال المختلطة في المقابلة التي أجريت معه بعد النزال.

## مساعٍ أخرى

### الترشح السياسي
ترشح سونين كمرشح جمهوري عن الدائرة السابعة والثلاثين لمجلس نواب ولاية أوريغون في عام 2010. وفي شهر يونيو من ذلك العام، انسحب من السباق، في إشارة إلى قضية قانونية عام 2006 تتعلق بالعقارات.

## الظهور في السينما والتلفزيون
ظهر سونين في الأفلام التالية:
- هنا يأتي الازدهار (2012)
- مباراة الضغينة (2013)

## سجل فنون القتال المختلطة
| السجل المهني |        |          |
| 49 نزال      | 31 فوز | 17 خسارة |
| ضربة قاضية   | 8      | 7        |
| إخضاع        | 4      | 9        |
| قرار القضاة  | 19     | 1        |
| تعادل        | 1      | 1        |

| النتيجة | السجل   | الخصم             | الطريقة                                      | الحدث                                   | التاريخ        | الجولة | الوقت | المكان                                      | الملاحظات |
| ------- | ------- | ----------------- | -------------------------------------------- | --------------------------------------- | -------------- | ------ | ----- | ------------------------------------------- | --- |
| خسر     | 31–17–1 | ليوتو ماتشيدا     | ضربة فنية قاضية (بالركبة الطائرة واللكمات)   | بيلاتور 222                             | 14 يونيو 2019  | 2      | 0:22  | مدينة نيويورك، نيويورك، الولايات المتحدة    | العودة إلى وزن خفيف الثقيل. أعلن سونين اعتزاله بعد النزال.                                                                                 |
| خسر     | 31–16–1 | فيدور إميليانينكو | ضربة فنية قاضية (باللكمات)                   | بيلاتور 208                             | 13 أكتوبر 2018 | 1      | 4:46  | يونيوندايل، نيويورك، الولايات المتحدة       | نصف نهائي جائزة بيلاتور العالمية للوزن الثقيل.                                                                                             |
| فاز     | 31–15–1 | كوينتون جاكسون    | قرار القضاة (بالإجماع)                       | بيلاتور 192                             | 20 يناير 2018  | 3      | 5:00  | إنغليووود، كاليفورنيا، الولايات المتحدة     | الظهور الأول في الوزن الثقيل. ربع نهائي بطولة بيلاتور العالمية للوزن الثقيل.                                                               |
| فاز     | 30–15–1 | واندرلي سيلفا     | قرار القضاة (بالإجماع)                       | بيلاتور 180                             | 24 يونيو 2017  | 3      | 5:00  | مدينة نيويورك، نيويورك، الولايات المتحدة    | |
| خسر     | 29–15–1 | تيتو أورتيز       | إخضاع (خنق خلفي عاري)                        | بيلاتور 170                             | 21 يناير 2017  | 1      | 2:03  | إنغليووود، كاليفورنيا، الولايات المتحدة     | |
| خسر     | 29–14–1 | رشاد إيفانز       | ضربة فنية قاضية (باللكمات)                   | يو إف سي 167                            | 16 نوفمبر 2013 | 1      | 4:05  | لاس فيغاس، نيفادا، الولايات المتحدة         | |
| فاز     | 29–13–1 | موريسيو روا       | إخضاع (خنق المقصلة)                          | يو إف سي ليلة القتال: شوغون ضد سونين    | 17 أغسطس 2013  | 1      | 4:47  | بوسطن، ماساتشوستس، الولايات المتحدة         | أفضل إخضاع في الليلة. |
| خسر     | 28–13–1 | جون جونز          | ضربة فنية قاضية (بالمرفقين واللكمات)         | يو إف سي 159                            | 27 أبريل 2013  | 1      | 4:33  | نيوآرك، نيو جيرسي، الولايات المتحدة         | العودة إلى وزن خفيف الثقيل. على لقب بطولة يو إف سي لوزن خفيف الثقيل.                                                                       |
| خسر     | 28–12–1 | أندرسون سيلفا     | ضربة فنية قاضية (بالركبة إلى الجسم واللكمات) | يو إف سي 148                            | 7 يوليو 2012   | 2      | 1:55  | لاس فيغاس، نيفادا، الولايات المتحدة         | على لقب بطولة يو إف سي للوزن المتوسط. |
| فاز     | 28–11–1 | مايكل بيسبنغ      | قرار القضاة (بالإجماع)                       | يو إف سي على فوكس: إيفانز ضد دايفز      | 28 يناير 2012  | 3      | 5:00  | شيكاغو، إلينوي، الولايات المتحدة            | الفائز سيُنافس على لقب بطولة يو إف سي للوزن المتوسط.                                                                                        |
| فاز     | 27–11–1 | بريان ستان        | إخضاع (خنق مثلث الذراع)                      | يو إف سي 136                            | 8 أكتوبر 2011  | 2      | 3:51  | هيوستن، تكساس، الولايات المتحدة             | |
| خسر     | 26–11–1 | أندرسون سيلفا     | إخضاع (مثلث الذراع)                          | يو إف سي 117                            | 7 أغسطس 2010   | 5      | 3:10  | أوكلاند، كاليفورنيا، الولايات المتحدة       | على لقب بطولة يو إف سي للوزن المتوسط. قتال الليلة. قتال العام (2010). أثبتت الاختبارات أن سونين لديه مستويات مرتفعة من هرمون التستوستيرون. |
| فاز     | 26–10–1 | نيت ماركوارت      | قرار القضاة (بالإجماع)                       | يو إف سي 109                            | 6 فبراير 2010  | 3      | 5:00  | لاس فيغاس، نيفادا، الولايات المتحدة         | الفائز سيُنافس على لقب بطولة يو إف سي للوزن المتوسط. قتال الليلة.                                                                           |
| فاز     | 25–10–1 | يوشين أوكامي      | قرار القضاة (بالإجماع)                       | يو إف سي 104                            | 24 أكتوبر 2009 | 3      | 5:00  | لوس أنجلوس، كاليفورنيا، الولايات المتحدة    | |
| فاز     | 24–10–1 | دان ميلر          | قرار القضاة (بالإجماع)                       | يو إف سي 98                             | 23 مايو 2009   | 3      | 5:00  | لاس فيغاس، نيفادا، الولايات المتحدة         | |
| خسر     | 23–10–1 | داميان مايا       | إخضاع (خنق المثلث)                           | يو إف سي 95                             | 21 فبراير 2009 | 1      | 2:37  | لندن، المملكة المتحدة                       | |
| فاز     | 23–9–1  | باولو فيليو       | قرار القضاة (بالإجماع)                       | دبليو إي سي 36                          | 5 نوفمبر 2008  | 3      | 5:00  | هوليوود، فلوريدا، الولايات المتحدة          | في الأصل كانت مخصصة لبطولة دبليو إي سي للوزن المتوسط، وتم تغييرها إلى نزال بدون لقب عندما فشل فيليو في تحقيق الوزن (192 رطل).              |
| فاز     | 22–9–1  | بريان بيكر        | قرار القضاة (بالإجماع)                       | دبليو إي سي 33                          | 26 مارس 2008   | 3      | 5:00  | لاس فيغاس، نيفادا، الولايات المتحدة         | |
| خسر     | 21–9–1  | باولو فيليو       | إخضاع (الضغط على الذراع)                     | دبليو إي سي 31                          | 12 ديسمبر 2007 | 2      | 4:55  | لاس فيغاس، نيفادا، الولايات المتحدة         | على لقب بطولة دبليو إي سي للوزن المتوسط.                                                                                                   |
| فاز     | 21–8–1  | كياسي أوسكولا     | ضربة فنية قاضية (باللكمات)                   | إس إف 20: العودة للوطن                  | 27 أكتوبر 2007 | 1      | 4:31  | بورتلاند، أوريغون، الولايات المتحدة         | |
| فاز     | 20–8–1  | عمار سولويف       | ضربة فنية قاضية (باللكمات)                   | بودوج فايت: ألفاريز ضد لي               | 14 يوليو 2007  | 2      | 3:33  | ترنتون، نيوجيرسي، الولايات المتحدة          | |
| فاز     | 19–8–1  | تيم ماكنزي        | إخضاع (خنق برابو)                            | بودوج فايت: قتال كوستاريكا              | 18 فبراير 2007 | 1      | 0:13  | سان خوسيه، كوستاريكا                        | |
| فاز     | 18–8–1  | أليكسي أولينيك    | قرار القضاة (بالإجماع)                       | بودوج فايت: الولايات المتحدة ضد روسيا   | 2 ديسمبر 2006  | 3      | 5:00  | فانكوفر، كولومبيا البريطانية، كندا          | |
| فاز     | 17–8–1  | تيم كريدور        | ضربة فنية قاضية (باللكمات)                   | بودوج فايت: إلى حافة الحرب              | 22 أغسطس 2006  | 1      | 2:18  | سان خوسيه، كوستاريكا                        | |
| خسر     | 16–8–1  | جيريمي هورن       | إخضاع (الضغط على الذراع)                     | يو إف سي 60                             | 27 مايو 2006   | 2      | 1:17  | لوس أنجلوس، كاليفورنيا، الولايات المتحدة    | |
| فاز     | 16–7–1  | تريفور برانجلي    | قرار القضاة (بالإجماع)                       | يو إف سي ليلة القتال النهائي 4          | 6 أبريل 2006   | 3      | 5:00  | لاس فيغاس، نيفادا، الولايات المتحدة         | |
| خسر     | 15–7–1  | ريناتو سوبرال     | إخضاع (خنق المثلث)                           | يو إف سي 55                             | 7 أكتوبر 2005  | 2      | 1:20  | أونكاسفيل، كونيتيكت، الولايات المتحدة       | نزال في وزن خفيف الثقيل. |
| فاز     | 15–6–1  | تيم ويليامز       | ضربة فنية قاضية (باللكمات)                   | إس إف 11: هدير في حديقة الورود          | 9 يوليو 2005   | 1      | 3:59  | بورتلاند، أوريغون، الولايات المتحدة         | |
| فاز     | 14–6–1  | آدم ريان          | ضربة فنية قاضية (باللكمات)                   | نشوة: الولايات المتحدة ضد العالم        | 26 فبراير 2005 | 1      | 3:49  | أتلانتيك سيتي، نيوجيرسي، الولايات المتحدة   | |
| خسر     | 13–6–1  | تيري مارتن        | ضربة فنية قاضية (إيقاف الزاوية)              | إكس إف أو 4: دولي                       | 3 ديسمبر 2004  | 2      | 5:00  | ماكهنري، إلينوي، الولايات المتحدة           | |
| فاز     | 13–5–1  | أليكس ستيبلينج    | قرار القضاة (بالإجماع)                       | دبليو إي سي 12                          | 21 أكتوبر 2004 | 3      | 5:00  | ليمووري، كاليفورنيا، الولايات المتحدة       | |
| خسر     | 12–5–1  | جيريمي هورن       | إخضاع (خنق المقصلة)                          | إس إف 6: ساحة المعركة في رينو           | 23 سبتمبر 2004 | 2      | 2:35  | رينو، نيفادا، الولايات المتحدة              | |
| خسر     | 12–4–1  | كارويشيرو ياماميا | قرار القضاة (بالأغلبية)                      | بنكرياس: نهائي بطولة نيو-بلود لعام 2004 | 25 يوليو 2004  | 3      | 5:00  | طوكيو، اليابان                              | |
| خسر     | 12–3–1  | جيريمي هورن       | ضربة فنية قاضية (قطع)                        | التحدي الأقصى 57                        | 6 مايو 2004    | 1      | 3:34  | كونسيل بلوفس، أيوا، الولايات المتحدة        | |
| فاز     | 12–2–1  | جوستين بيلي       | ضربة قاضية (بالضربة القاضية)                 | الغضب على النهر                         | 17 أبريل 2004  | 1      | 0:40  | ردينغ، كاليفورنيا، الولايات المتحدة         | |
| فاز     | 11–2–1  | أرمان جامباريان   | قرار القضاة (بالإجماع)                       | نشوة: روسيا ضد الولايات المتحدة         | 13 مارس 2004   | 3      | 5:00  | أتلانتيك سيتي، نيوجيرسي، الولايات المتحدة   | أول ظهور في الوزن المتوسط. |
| فاز     | 10–2–1  | هومر مور          | قرار القضاة (بالإجماع)                       | روترا 4.5: ساحات الاختبار               | 27 ديسمبر 2003 | 2      | 5:00  | هيلو، هاواي، الولايات المتحدة               | |
| فاز     | 9–2–1   | جريج كورنوت       | ضربة فنية قاضية (الخضوع للكمات)              | إف سي إف إف: مباراة في ملعب روزلاند 10  | 13 ديسمبر 2003 | 1      | 1:07  | بورتلاند، أوريغون، الولايات المتحدة         | |
| فاز     | 8–2–1   | جايسون لامبرت     | قرار القضاة (بالإجماع)                       | تحدي المصارع 20                         | 13 نوفمبر 2003 | 3      | 5:00  | كولوسا، كاليفورنيا، الولايات المتحدة        | فاز بلقب بطولة تحدي المصارع لوزن خفيف الثقيل.                                                                                              |
| خسر     | 7–2–1   | فورست غريفين      | إخضاع (خنق المثلث)                           | آي إف سي: الهيمنة العالمية              | 6 سبتمبر 2003  | 1      | 2:25  | Denver، Colorado، الولايات المتحدة          | |
| فاز     | 7–1–1   | ريناتو سوبرال     | قرار                                         | هيتمان فايتنج 3                         | 2 مايو 2003    | غ/م    | غ/م   | سانتا آنا، كاليفورنيا، الولايات المتحدة     | |
| تعادل   | 6–1–1   | أكيهيرو غونو      | تعادل                                        | بانكريس: هايبرد 2                       | 16 فبراير 2003 | 2      | 5:00  | أوساكا، اليابان                             | |
| خسر     | 6–1     | تريفور برانجلي    | إخضاع فني (شريط الذراع)                      | إكس إف إيه 5: ريدمبشن                   | 25 يناير 2003  | 1      | 2:49  | ويست بالم بيتش، فلوريدا، الولايات المتحدة   | |
| فاز     | 6–0     | جوستين هاويس      | ضربة فنية قاضية (باللكمات)                   | يو إف سي إف: رمبل في روتشستر            | 24 أغسطس 2002  | 2      | 4:26  | روتشستر، واشنطن، الولايات المتحدة           | |
| فاز     | 5–0     | جيسي أولت         | قرار القضاة (بالإجماع)                       | بطولات القتال الحقيقية 1: البداية       | 13 يوليو 2002  | 3      | 5:00  | لاس فيغاس، نيفادا، الولايات المتحدة         | |
| فاز     | 4–0     | سكوت شيبمان       | إخضاع (خنق الساعد)                           | منطقة الخطر 13: الحرارة المقفولة        | 13 أبريل 2002  | 2      | 2:08  | نيو تاون، داكوتا الشمالية، الولايات المتحدة | فاز ببطولة منطقة الخطر لوزن خفيف الثقيل وبطولة منطقة الخطر لوزن خفيف الثقيل.                                                               |
| فاز     | 3–0     | جيسي أولت         | قرار القضاة (بالإجماع)                       | منطقة الخطر 13: الحرارة المقفولة        | 13 أبريل 2002  | 2      | 5:00  | نيو تاون، داكوتا الشمالية، الولايات المتحدة | نصف نهائي بطولة منطقة الخطر لوزن خفيف الثقيل.                                                                                              |
| فاز     | 2–0     | جايسون ميلر       | قرار القضاة (بالإجماع)                       | إتش إف بي 1: هدير على المحمية           | 30 مارس 2002   | 2      | 5:00  | أنزا، كاليفورنيا، الولايات المتحدة          | |
| فاز     | 1–0     | بن هايلي          | قرار القضاة (بالإجماع)                       | معركة فورت فانكوفر                      | 10 مايو 1997   | 1      | 7:00  | فانكوفر، واشنطن، الولايات المتحدة           | |

## نزالات الدفع مقابل المشاهدة
| #                | الحدث            | النزال                    | التاريخ          | المكان                     | المدينة                               | المبلغ    |
| ---------------- | ---------------- | ------------------------- | ---------------- | -------------------------- | ------------------------------------- | --------- |
| 1.               | يو إف سي 109     | سونين ضد ماركوارت (مشترك) | 6 فبراير 2010    | ميشيلوب ألترا أرينا        | لاس فيغاس، نيفادا، الولايات المتحدة   | 285،000   |
| 2.               | يو إف سي 117     | سيلفا ضد سونين            | 7 أغسطس 2010     | أوراكل أرينا               | أوكلاند، كاليفورنيا، الولايات المتحدة | 600،000   |
| 3.               | يو إف سي 148     | سيلفا ضد سونين 2          | 7 يوليو 2012     | إم جي إم جراند جاردن أرينا | لاس فيغاس، نيفادا، الولايات المتحدة   | 925،000   |
| 4.               | يو إف سي 159     | جونز ضد سونين             | 27 أبريل 2012    | مركز الحصافة               | نيوآرك، نيوجيرسي، الولايات المتحدة    | 530،000   |
| 5.               | يو إف سي 167     | إيفانز ضد سونين (مشترك)   | 16 نوفمبر 2012   | إم جي إم جراند جاردن أرينا | لاس فيغاس، نيفادا، الولايات المتحدة   | 630،000   |
| 6.               | بيلاتور 180      | سونين ضد سيلفا            | 24 يونيو 2017    | ماديسون سكوير جاردن        | نيويورك، نيويورك، الولايات المتحدة    | 95،000    |
| إجمالي المدفوعات | إجمالي المدفوعات | إجمالي المدفوعات          | إجمالي المدفوعات | إجمالي المدفوعات           | إجمالي المدفوعات                      | 3،065،000 |

## وصلات خارجية
- شيل سونين على موقع IMDb (الإنجليزية)
- شيل سونين على موقع قاعدة بيانات الفيلم (الإنجليزية)
- شيل سونين على موقع يو إف سي (الإنجليزية)
- شيل سونين على موقع بيلاتور (الإنجليزية)
- شيل سونين على موقع شيردوغ (الإنجليزية)
- شيل سونين على موقع Tapology.com (الإنجليزية)
- شيل سونين على موقع قاعدة بيانات المصارعة الدولية (الإنجليزية)